# Psittacanthus lasserianus
Psittacanthus lasserianus är en tvåhjärtbladig växtart som beskrevs av Carlos Toledo Rizzini. Psittacanthus lasserianus ingår i släktet Psittacanthus och familjen Loranthaceae. Inga underarter finns listade i Catalogue of Life.